# Gang Shit
Gang Shit è un singolo del gruppo musicale italiano Dark Polo Gang, pubblicato il 1º febbraio 2019 come primo estratto dalla riedizione del terzo album in studio Trap Lovers.
Il singolo ha visto la partecipazione di Capo Plaza.

## Tracce
1. Gang Shit (feat. Capo Plaza) – 3:20

## Classifiche
| Classifica (2019) | Posizione massima |
| ----------------- | ----------------- |
| Italia            | 4                 |